# 정진규 (시인)
정진규(鄭鎭圭, 1939년 10월 19일 ~ 2017년 9월 28일)는 대한민국의 시인이다. ‘몸시’, ‘알시’와 같은, 독자적인 산문시 양식을 개척했다.

## 생애
1939년 경기도 안성에서 태어났고, 고려대학교 국문과를 졸업하였다.
1957년, 안성농업고등학교 재학 중 같은 학교의 김정혁, 박봉학, 홍성택 등과 동인 시집 ≪모화집(芽話集)≫, ≪바다로 가는 합창(合唱)≫ 등을 프린트본으로 간행, 이해 ‘학원문학상’을 받았다.
1958년, 고려대학교 문리과대학 국어국문학과에 입학, 당시 교수이던 조지훈 시인의 문하를 드나들었다. 재학 중 인권환(고려대 교수), 박노준(한양대 교수), 이기서(고려대 교수), 변영림(정진규의 부인) 등과 동인 ‘청탑회(靑塔會)’를 만들어 동인지 ≪백류(白流)≫(프린트본)를 발간하는 등 ‘고대문학회’의 일원으로 활동하였다. ≪만해 한용운 문학전집(萬海韓龍雲文學全集)≫ 원고 발굴 정리에 참여하였다.
1960년, 《동아일보》 신춘문예로 등단하였으며 한국시인협회상, 월탄문학상, 현대시학작품상, 이상시문학상 등을 수상하였다. 등단작은 ＜나팔 서정(抒情)＞이다. 이해 여름부터 조동일(전 서울대 교수), 이유경(시인), 주문돈(시인), 박상배(시인) 등과 동인 ‘화요회(火曜會)’를 만들어 매주 시를 위한 토론회를 갖고 육당에서 청록파까지의 시를 체계적으로 읽었다. 동시에 조동일의 번역으로 상징주의에서 현실주의까지 프랑스의 시세계를 섭렵, 현대시의 방법론에 눈뜨기 시작했다.
1961년, 군에 자원 입대하고 변영림과 결혼했다. 1962년, 장남 민영(敏泳, 독문학박사, 외국어대 독일어과 교수)이 태어났다.
1963년, 학보병으로 제대했다. 시인 전봉건의 권유로 동인 ‘현대시’에 참가했다. 황운헌, 허만하, 김영태, 이유경, 주문돈, 김규태, 김종해, 이승훈, 이수익, 박의상 등과 제12집까지 활동, 이때 박목월, 박남수, 김수영, 김종삼, 전봉건, 김종길, 김광림 시인 등을 만남. 제1회 ‘고려대학교 문화상’을 받았다.
1964년, 고려대학교 국문과 졸업. 이후 풍문여고, 숭문고, 휘문고교 등에서 10여년 간 교직 생활했다. 딸 서영(栖英, 조각가)이 태어났다.
1965년, 김광림 시인의 주선으로 제1시집 ≪마른 수수깡의 평화(平和)≫(모음사) 출간했다.
1967년, 시론의 견해 차이로 말미암아 자의 반 타의 반으로 동인 ‘현대시’를 떠났다.
1969년, 전환의 시론 ＜시(詩)의 애매함에 대하여＞와 ＜시(詩)의 정직함에 대하여＞를 2회에 걸쳐 시지 ≪시인(詩人)≫(조태일 시인 주재)에 발표했다. 이때부터 시에 있어서 개인과 집단에 대한 대립적 사고의 통합 의지에 골몰함. 이해 차남 지영(芝泳, 회사원)이 태어났다.
1971년, 문학평론가 홍기삼의 주선으로 제2시집 ≪유한(有限)의 빗장≫(예술세계사) 출간했다. 1975년, 교직 생활을 청산하고 주식회사 진로에 입사, 1988년까지 홍보 관계 일을 했다.
1977년, 제3시집 ≪들판의 비인 집이로다≫(교학사)를 출간하였다. 이때부터 시에 산문 형태를 도입. 개인과 집단의 문제, 이른바 ‘시성(詩性)’과 ‘산문성(散文性)’의 구체적 통합에 들어갔다. 서정적 억양의 생명율과 환상의 파도가 있는 산문 형태를 새로운 시 형식으로 천착했다.
1979년, 시인 김종해의 주선으로 제4시집 ≪매달려 있음의 세상≫(문학예술사) 출간했다. 이해부터 이근배, 허영자, 김후란, 김종해, 이탄, 이건청, 강우식 시인 등과 함께 ＜현대시를 위한 실험 무대＞를 극단 ‘민예극장’과 함께 갖기 시작했다. 시극 ＜빛이여 빛이여＞를 허규 연출로 공연했다. 이와 같은 시와 무대에 대한 관심은 ‘시춤’으로 이어져 ＜따뜻한 상징＞(창무춤터, 1987), ＜오열도＞(김숙자 무용단, 문예회관, 1988), ＜화(和)＞(김숙자 무용단, 국립극장 대극장, 1990), ＜먹춤＞(직접 출연, 류기봉 포도밭, 1990), 교향시 ＜조용한 아침의 나라＞(장일남 작곡, 세종문화회관, 1990) 등의 공연에 참여하였다.
1981년, 이상화 평전 ≪마돈나 언젠들 안 갈 수 있으랴≫(문학세계사) 간행했다.
1982년, 경기도 이천 현암요(玄岩窯)에서 그간 관심을 가져왔던 붓글씨로 1천 개의 백자에 우리의 시들을 적어 넣음. 이해부터 한국시인협회 사무국장을 맡아 1983년까지 일했다.
1983년, 제5시집 ≪비어 있음의 충만을 위하여≫(민족문화사), 시론집 ≪한국현대시산고(韓國現代詩散藁)≫(민족문화사), 편저 ≪지훈시론(芝薰詩論)≫(민족문화사) 출간했다.
1984년, 제6시집 ≪연필로 쓰기≫(영언문화사)를 출간했다. 이 시집에 대해 ‘산문시집’이라는 말을 시인 이탄이 붙였다.
1986년, 제7시집 ≪뼈에 대하여≫(정음사)를 출간했다. 1987년, 이해 문학선 ≪따뜻한 상징≫(나남)을 출간했다.
1988년, 전봉건 시인의 작고로 월간 시 전문지 ＜현대시학＞을 승계, 이후 2013년 12월까지 25년간 주간 역임.
1989년, 자선시집 ≪옹이에 대하여≫(문학사상사) 출간. 같은 해 그림시집 ≪꿈을 낳는 사람≫(한겨레)을 출간했다.
1990년, 제8시집 ≪별들의 바탕은 어둠이 마땅하다≫(문학세계사)를 출간했다.
1991년, 한국대표시인 100인 선집 ≪말씀의 춤을 위하여≫(미래사)를 출간했다.
1994년, 제9시집 ≪몸시(詩)≫(세계사) 출간. 시간 속의 우리 존재와 영원 속의 우리 존재를 함께 지니고 있는 실체를 ‘몸’이라 부르기 시작했다.
1995년, ‘현대시’ 동인들과 재결합. 편저 ≪나의 시(詩), 나의 시 쓰기≫(토담)를 출간했다.
1996년, 한국시인협회 상임위원장을 맡았다.
1997년, 제10시집 ≪알시(詩)≫(세계사)를 출간했다. ‘몸’이 추구하는 우주적 완결성을 ‘알’로 상징화하고 있다.
1998년, 한국시인협회 제31대 회장으로 추대되어 2000년까지 맡았다.
1999년, 후배 시인들과 제자들의 도움으로 시력 40년을 돌아보는 ≪정진규시력40년시제(鄭鎭圭詩歷40年詩祭)≫를 가졌다(10. 5, 타워호텔).
2000년, 제11시집 ≪도둑이 다녀가셨다≫(세계사) 출간했다.
2002년, 한국 현대시 100인의 시를 붓글씨로 쓴 정진규 시서전(詩書展)을 10월 14일부터 10월 27일까지 한국문화예술진흥원 마로니에미술관에서 갖고 도록 ≪경산시서(絅山詩書)≫(현대시학)를 간행했다.
2003년, 시론집 ≪질문과 과녁≫(동학사)을 출간했다.
2004년, 제12시집 ≪본색(本色)≫(천년의시작)을 출간했다. 같은 해, 제2회 정진규의 춤 쓰기 먹춤 공연(9월 4일, 남양주 류기봉 포도원): 춤을 추며 50미터의 흰 광목에 붓으로 즉흥시를 써 내려갔다.
2005년, 문학평론가 정효구 교수 ≪정진규의 시와 시론 연구≫(푸른사상사)를 출간했다.
2006년, 독일어 번역 시집 ≪말씀의 춤(Tanz der Worte)≫(정민영, 홀머 브로흘로스 공역, 독일 프랑크푸르트 아베라 출판사, 100편 수록)을 출간했다. 대한민국 보관문화훈장 수훈.
2007년, 제13시집 ≪껍질≫(세계사) 출간. ≪정진규 시선집≫(책만드는집)을 출간했다.
2008년, 활판시선집 ≪우리나라엔 풀밭이 많다≫(시월)를 출간했다. 거처를 생가, 경기도 안성시 미양면 보체길 69-2로 옮기고 堂號를 夕佳軒으로 짓고 현판을 걸다. 불교문학상 수상.
2009년, 제14시집 ≪공기는 내 사랑≫(책만드는집)을 출간했다.  이상 시문학상 수상.
2010년, 만해대상 수상.
2011년, 제15시집 《律呂集·사물들의 큰언니》(책만드는집). 김삿갓 문학상 수상.
2012년, 육필시선집 <청열집>(지식을만드는지식) 출간. 시선집  ≪밥을 멕이다≫(시인생각> 출간.
2013년, 석가헌에 書庫 <율려정사(律呂精舍)> 개관.  ≪정진규 시읽기 本色≫(허만하 외, 동학사) 출간.
2014년, 제16시집 《무작정》(詩로여는세상). 시론집 ≪향깃한 차가움≫(고려대출판부) 출간. 혜산 박두진 문학상 수상.
2015년, 제17시집 《우주 한 분이 하얗게 걸리셨어요》(중앙북스) 출간.
2017년, 제18시집 《모르는 귀》(세상의 모든 시집) 출간. 
2017년 9월 28일 타계, 경기도 안성시 미양면 보체리 先塋에 永眠

## 기타 수상
1980년, 시집 ≪매달려 있음의 세상≫으로 제12회 ‘한국시인협회상’을 수상했다. 1985년, 시집 ≪연필로 쓰기≫로 ‘월탄문학상’을 수상했다. 1987년, 시집 ≪뼈에 대하여≫로 ‘현대시학작품상’을 수상했다. 2001년, 시집 ≪도둑이 다녀가셨다≫로 ‘공초문학상’을 수상했다.